# 2000 Хершел
2000 Хершел (енг. Herschel) је астероид главног астероидног појаса са средњом удаљеношћу од Сунца која износи 2,381 астрономских јединица (АЈ).
Апсолутна магнитуда астероида је 11,25.